# Liste der Michigan State Historic Sites im Lake County

Lage des Lake Countys in Michigan

Diese Liste der Michigan State Historic Sites im Lake County nennt alle als Michigan State Historic Site eingestuften historischen Stätten im Lake County im US-Bundesstaat Michigan. Die mit † markierten Stätten sind gleichzeitig im National Register of Historic Places eingetragen.
| Name                                              | Bild | Lage                                  | Ort         | Eintrag seit  |
| ------------------------------------------------- | ---- | ------------------------------------- | ----------- | ------------- |
| Brown Trout Informational Designation             |      | 4 km südlich von Baldwin auf der M-37 | Baldwin     | 15. Feb. 1984 |
| Idlewild Informational Designation                |      | US-10 und South Broadway Street       | Idlewild    | 2009          |
| Idlewild Lot Owners Association                   |      | Lake Drive und Glade Avenue           | Idlewild    | 2009          |
| The Island / The Flamingo Club                    |      | 1002 Martin Luther King Avenue        | Idlewild    | 2009          |
| Lake County Informational Designation             |      | Lake County Courthouse                | Baldwin     | 19. Feb. 1958 |
| Marlborough Historic District†                    |      | James Road                            | Marlborough | 1. Okt. 1971  |
| Shrine of the Pines                               |      | M-37, 3 km südlich von Baldwin        | bei Baldwin | 20. Juli 1982 |
| Daniel Hale Williams / Daniel Hale Williams House |      | 15712 Lake Drive                      | Idlewild    | 2009          |
| Herman & Lela Wilson / Herman & Lela Wilson House |      | 6583 Paradise Path                    | Idlewild    | 2009          |

## Belege
1. ↑  National Register Information System. In: National Register of Historic Places. National Park Service, abgerufen am 13. März 2009 (englisch).